# Мауро, Кай
Кай Джулиан Мауро (англ. Kai Julián Mauro; 30 мая 2007, Гибралтар) — гибралтарский футболист, защитник молодёжной команды клуба «Кадис» и сборной Гибралтара.

## Биография

### Клубная карьера
Начинал заниматься футболом в гибралтарском клубе «Линкольн Ред Импс». В 2020 году переехал в Испанию, выступал за юношеские команды «Атлетико Забаль» и «Альхесирас». В 2024 году перешёл в молодёжною команду «Кадиса». С января 2025 года выступал также за фарм-клуб «Кадис C» в региональной лиге Андалусии.

### Карьера в сборной
Выступал за команды Гибралтара всех возрастов, начиная со сборной до 16 лет. В основную сборную впервые был вызван в марте 2024 года на стыковые матчи Лиги наций УЕФА против Литвы, но в обоих матчах остался на скамейке запасных. Следующий вызов в сборную получил в марте следующего года на отборочные матчи чемпионата мира 2026. Дебютировал 25 марта в игре с Чехией (0:4), заменив на 52-й минуте Итана Бритто.